# Copelatus rubiginosus
Copelatus rubiginosus är en skalbaggsart som beskrevs av Guignot 1954. Copelatus rubiginosus ingår i släktet Copelatus och familjen dykare. Inga underarter finns listade i Catalogue of Life.